# Final del Torneo Clausura 2006 (Chile)

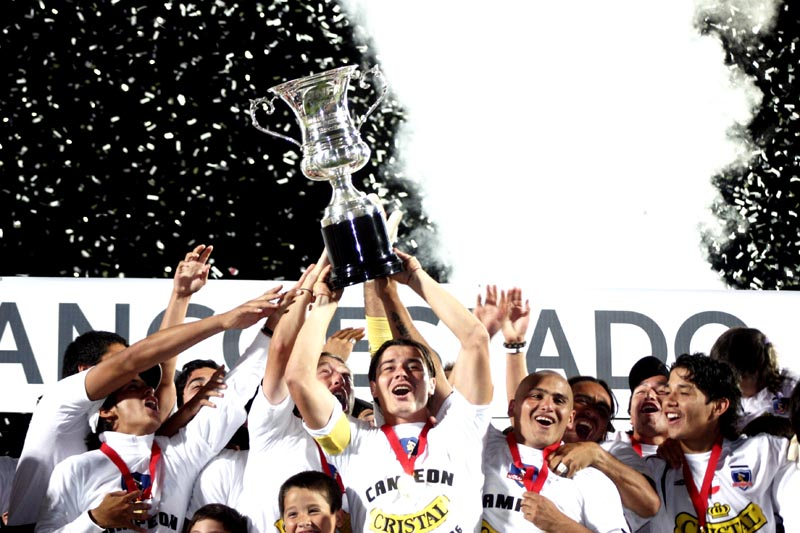
El capitán de Colo Colo David Henríquez levantando la Copa BancoEstado luego que los albos vencieran a Audax Italiano por 6-2 en el global (3-0 de local y 3-2 de visita), adjudicándose su 25.º torneo nacional y coronándose como Bicampeón del fútbol chileno.

La Final del Campeonato Nacional Copa BancoEstado Clausura 2006 de la Primera División de Chile fue una serie de partidos de ida y vuelta, que se disputaron los días miércoles 20 de diciembre y sábado 23 de diciembre de 2006, y que definió al segundo campeón del año del fútbol en Chile. Lo disputaron los dos ganadores de las semifinales del torneo: Audax Italiano (5.º) y Colo-Colo (6.º), dos equipos que irónicamente acabaron todas sus llaves de playoffs definiendo de visita, quienes venían de vencer a O'Higgins y Cobreloa respectivamente, la primera final se jugó en el Estadio Monumental, mientras que la serie se definió en el Estadio Nacional, los 2 duelos fueron jugados en Santiago de Chile.

## Antecedentes
Desde que se instauró el sistema de campeonatos cortos con play offs en 2002, Colo-Colo alcanzó su quinta final, siendo campeón anteriormente en dos de ellas (Clausura 2002 contra la Universidad Católica y Apertura 2006 contra la Universidad de Chile). Por su parte Audax Italiano disputará su primera final en esta especie de torneos play-offs y además tendrá la opción de salir campeón del fútbol chileno por primera vez desde 1957. El cuadro audino era dirigido por Raúl Toro, mientras que los "albos" eran adiestrados por Claudio Borghi.

### Finales anteriormente jugadas entre ambos equipos
Era la tercera vez que definían un título local, anteriormente se habían enfrentado en una definición 2 veces:
| Torneo                    | Campeón   | Resultado | Subcampeón     |
| ------------------------- | --------- | --------- | -------------- |
| Copa de Apertura 1938     | Colo Colo | 3 - 1     | Audax Italiano |
| Copa Chile-Polla Gol 1981 | Colo Colo | 5 - 1     | Audax Italiano |

## Finales jugadas
| Equipo         | Finales jugadas en "Era Playoffs" |
| -------------- | --------------------------------- |
| Audax Italiano |                                   |
| Colo-Colo      | 2002-C, 2003-A, 2003-C, 2006-A    |

- Nota: En Negrita, finales que ganaron.

## Camino a la Final

### Audax Italiano
| Audax Italiano avanzó a play offs, segundo en el Grupo C y quinto en la tabla general con 29 puntos. |                           |                                                        |                      |       |                      |
| 25 de noviembre                                                                                      | Cuartos de final (Ida)    | Estadio Municipal, Santiago (La Florida)               | Audax Italiano       | 1 - 0 | Universidad Católica |
| 3 de diciembre                                                                                       | Cuartos de final (Vuelta) | Estadio San Carlos de Apoquindo, Santiago (Las Condes) | Universidad Católica | 0 - 3 | Audax Italiano       |
| Audax Italiano avanzó a semifinales con un global de 4-0.                                            |                           |                                                        |                      |       |                      |
| 8 de diciembre                                                                                       | Semifinal (Ida)           | Estadio Municipal, Santiago (La Florida)               | Audax Italiano       | 4 - 1 | O'Higgins            |
| 16 de diciembre                                                                                      | Semifinal (Vuelta)        | Estadio El Teniente, Rancagua                          | O'Higgins            | 4 - 2 | Audax Italiano       |
| Audax Italiano avanzó a la final con un global de 6-5.                                               |                           |                                                        |                      |       |                      |

### Colo Colo
| Colo-Colo avanzó a play offs, segundo en el Grupo A y sexto en la tabla general con 29 puntos. |                           |                                      |                       |       |                       |
| 26 de noviembre                                                                                | Cuartos de final (Ida)    | Estadio Monumental, Santiago (Macul) | Colo-Colo             | 1 - 0 | Deportes Puerto Montt |
| 6 de diciembre                                                                                 | Cuartos de final (Vuelta) | Estadio Chinquihue, Puerto Montt     | Deportes Puerto Montt | 0 - 4 | Colo-Colo             |
| Colo-Colo avanzó a semifinales con un global de 5-0.                                           |                           |                                      |                       |       |                       |
| 9 de diciembre                                                                                 | Semifinal (Ida)           | Estadio Monumental, Santiago (Macul) | Colo-Colo             | 3 - 0 | Cobreloa              |
| 17 de diciembre                                                                                | Semifinal (Vuelta)        | Estadio Municipal, Calama            | Cobreloa              | 3 - 3 | Colo-Colo             |
| Colo-Colo avanzó a la final con un global de 6-3.                                              |                           |                                      |                       |       |                       |

## Estadísticas previas
Total de partidos jugados en el Torneo Clausura 2006 por ambos equipos:
| Equipos        | PJ | PG | PE | PP | GF | GC | Dif. | Pts. | Rend.  |
| -------------- | -- | -- | -- | -- | -- | -- | ---- | ---- | ------ |
| Audax Italiano | 22 | 12 | 2  | 8  | 42 | 29 | 13   | 38   | 57,57% |
| Colo-Colo      | 22 | 11 | 6  | 5  | 48 | 34 | 14   | 39   | 59,09% |

- Pts=Puntos; PJ=Partidos jugados; G=Partidos ganados; E=Partidos empatados; P=Partidos perdidos; GF=Goles a favor; GC=Goles en contra; Dif=Diferencia de gol; Rend=Porcentaje de rendimiento.

## Llave
|                      | vs.           |
| Audax Italiano 2 0 2 | Colo-Colo 6 3 |

## Desarrollo de la final

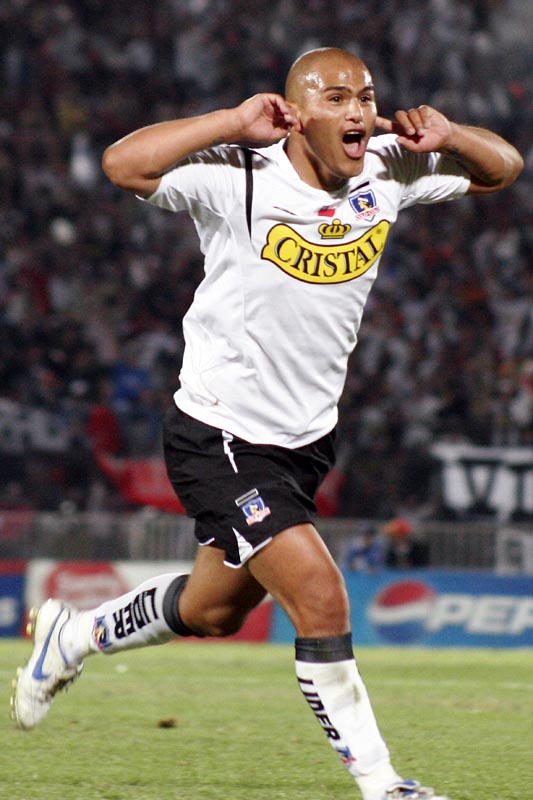
En la vuelta el día 23 de diciembre la figura fue Humberto Suazo, quien anotó 2 de los 3 goles en la victoria alba por 3-2 sobre Audax Italiano (6-2 global).

La final de ida se jugó el miércoles 20 de diciembre de 2006 a las 20:00 horas (hora chilena) en el Estadio Monumental y con el arbitraje de Enrique Osses. Frente a 30 mil espectadores, Colo Colo goleó por 3-0 a Audax Italiano sacando una gran ventaja para la revancha, quien abrió la cuenta fue ni más ni menos que Matías Fernández (elegido el Mejor futbolista de América ese año), quien mediante su especialidad -el tiro libre- a los 22 minutos marcó un golazo desde aproximadamente 30 metros desatando la algarabía en el pueblo colocolino. Humberto Suazo se encargó de aumentar la ventaja al 55' y el Kalule Meléndez cerró la goleada al 85'.
La revancha se jugó 3 días después el sábado 23 de diciembre en un Estadio Nacional repleto, el duelo empezó exactamente a las 20:10 hora local (empezó 10 minutos más tarde de lo previsto debido a que hinchas colgados de las rejas no se querían bajar) con el arbitraje de Carlos Chandía, Audax llegaba con la difícil misión de remontar un 0-3, ejerciendo de local en el recinto nuñoino. El primer tiempo fue bajo y acabó en un magro 0-0, Audax decidió jugársela al todo o nada desde el principio del 2.º tiempo, solamente a los 2 minutos de haber empezado la segunda etapa, su figura Carlos Villanueva tiro un centro desde la banda izquierda, el cual no pudo controlar Sebastián Cejas y terminó siendo el 1-0 a favor de Audax, poniéndole algo de suspenso a la final. Cuando Audax dominaba las acciones e iba con todo en busca del segundo, apareció el goleador del mundo en ese año 2006 y una de las máximas figuras albas, Humberto Suazo quien a los 77' y 81' marcó 2 goles para poner en ventaja a Colo-Colo. Poco después, al 84' y bajo una ovación de todo el estadio prácticamente, Matías Fernández dejó la cancha e ingresó Miguel Aceval, mientras se despedía de su público y de las canchas chilenas la hinchada alba le coreaba ¡Matí Que Te Vaya Bien! en referencia a su inminente traspaso al Villarreal de España. Al minuto 89' Lucho Mena se encargó de sepultar las aspiraciones audinas al marcar un golazo desde 25 metros, un minuto después el argentino Gustavo Paruolo se encargó de adornar el marcador poniendo el descuento audino en el que nuevamente Cejas tuvo complicidad, el partido finalizó 3-2 a favor de Colo-Colo frente a 65.000 espectadores (el partido con más público de ese torneo), los albos lograron su 25.ª estrella y cerraron su fantástico año como bicampeones del fútbol chileno.

### Partido de ida
| 20 de diciembre de 2006, 20:00 | Colo-Colo                                | 3:0 (1:0) | Audax Italiano | Estadio Monumental, Santiago (Macul)                      |                                                           |
|                                | Fernández 22' · Suazo 55' · Meléndez 85' | Reporte   |                | Asistencia: 30.000 espectadores Árbitro(s): Enrique Osses | Asistencia: 30.000 espectadores Árbitro(s): Enrique Osses |

| 1          | ARQ        | Sebastián Cejas  |     |
| 18         | DEF        | Andrés González  |     |
| 5          | DEF        | Miguel Riffo     |     |
| 4          | DEF        | David Henríquez  |     |
| 11         | MED        | Gonzalo Fierro   |     |
| 28         | MED        | Rodrigo Meléndez |     |
| 17         | MED        | Arturo Sanhueza  |     |
| 23         | MED        | Arturo Vidal     |     |
| 14         | MED        | Matías Fernández | 86' |
| 26         | DEL        | Humberto Suazo   |     |
| 7          | DEL        | Alexis Sánchez   | 82' |
| Entrenador | Entrenador | Claudio Borghi   |     |

| 22         | ARQ        | Nicolás Peric       |     |
| 15         | DEF        | Boris Rieloff       |     |
| 3          | DEF        | Jorge Carrasco      |     |
| 5          | DEF        | Juan González       |     |
| 4          | DEF        | Roberto Cereceda    |     |
| 13         | MED        | Enzo Cabrera        | 86' |
| 6          | MED        | Carlos Garrido      |     |
| 7          | MED        | Miguel Ángel Romero |     |
| 10         | MED        | Carlos Villanueva   |     |
| 11         | DEL        | Jaime González      | 60' |
| 26         | DEL        | Franco Di Santo     |     |
| Entrenador | Entrenador | Raúl Toro           |     |

| 25 | ARQ | Álex Varas      |     |
| 3  | DEF | Lucho Mena      |     |
| 8  | MED | José Luis Jerez |     |
| 10 | MED | Miguel Caneo    | 86' |
| 9  | DEL | Mario Cáceres   | 82' |

| 1  | ARQ | Luis Marín         |     |
| 21 | DEF | Fernando Gutiérrez |     |
| 19 | MED | César Santis       | 60' |
| 29 | MED | Gustavo Paruolo    |     |
| 27 | DEL | Arístides Masi     | 86' |

| Anotado | 22' | Matías Fernández | 1–0 |
| Anotado | 55' | Humberto Suazo   | 2–0 |
| Anotado | 85' | Rodrigo Meléndez | 3–0 |

| Amonestado | 2'    | Miguel Riffo     |  |
| Amonestado | 45+1' | Rodrigo Meléndez |  |
| Amonestado | 58'   | Arturo Vidal     |  |

| Amonestado | 21' | Enzo Cabrera   |  |
| Amonestado | 31' | Carlos Garrido |  |

| Árbitro | Enrique Osses |

| 1          | ARQ        | Sebastián Cejas  |     |
| 18         | DEF        | Andrés González  |     |
| 5          | DEF        | Miguel Riffo     |     |
| 4          | DEF        | David Henríquez  |     |
| 11         | MED        | Gonzalo Fierro   |     |
| 28         | MED        | Rodrigo Meléndez |     |
| 17         | MED        | Arturo Sanhueza  |     |
| 23         | MED        | Arturo Vidal     |     |
| 14         | MED        | Matías Fernández | 86' |
| 26         | DEL        | Humberto Suazo   |     |
| 7          | DEL        | Alexis Sánchez   | 82' |
| Entrenador | Entrenador | Claudio Borghi   |     |

| 22         | ARQ        | Nicolás Peric       |     |
| 15         | DEF        | Boris Rieloff       |     |
| 3          | DEF        | Jorge Carrasco      |     |
| 5          | DEF        | Juan González       |     |
| 4          | DEF        | Roberto Cereceda    |     |
| 13         | MED        | Enzo Cabrera        | 86' |
| 6          | MED        | Carlos Garrido      |     |
| 7          | MED        | Miguel Ángel Romero |     |
| 10         | MED        | Carlos Villanueva   |     |
| 11         | DEL        | Jaime González      | 60' |
| 26         | DEL        | Franco Di Santo     |     |
| Entrenador | Entrenador | Raúl Toro           |     |

| 25 | ARQ | Álex Varas      |     |
| 3  | DEF | Lucho Mena      |     |
| 8  | MED | José Luis Jerez |     |
| 10 | MED | Miguel Caneo    | 86' |
| 9  | DEL | Mario Cáceres   | 82' |

| 1  | ARQ | Luis Marín         |     |
| 21 | DEF | Fernando Gutiérrez |     |
| 19 | MED | César Santis       | 60' |
| 29 | MED | Gustavo Paruolo    |     |
| 27 | DEL | Arístides Masi     | 86' |

| Anotado | 22' | Matías Fernández | 1–0 |
| Anotado | 55' | Humberto Suazo   | 2–0 |
| Anotado | 85' | Rodrigo Meléndez | 3–0 |

| Amonestado | 2'    | Miguel Riffo     |  |
| Amonestado | 45+1' | Rodrigo Meléndez |  |
| Amonestado | 58'   | Arturo Vidal     |  |

| Amonestado | 21' | Enzo Cabrera   |  |
| Amonestado | 31' | Carlos Garrido |  |

| Árbitro | Enrique Osses |

| Estadísticas        | Colo Colo | Audax Italiano |
| ------------------- | --------- | -------------- |
| Tiros               | 22        | 5              |
| Tiros al arco       | 9         | 2              |
| Paradas del portero | 1         | 6              |
| Faltas              | 16        | 19             |
| Tiros de esquina    | 2         | 2              |
| Fueras de juego     | 1         | 0              |
| Tarjetas amarillas  | 3         | 2              |
| Tarjetas rojas      | 0         | 0              |
| Pases correctos     | 80,50%    | 64,49%         |
| Posesión del balón  | 63,78%    | 36,21%         |

### Partido de vuelta
| 23 de diciembre de 2006, 20:10                                     | Audax Italiano               | 2:3 (0:0) | Colo-Colo                                | Estadio Nacional, Santiago (Macul)                         |                                                            |
|                                                                    | Villanueva 48' · Paruolo 90' | Reporte   | Suazo 77', 80' · Sanhueza 78' · Mena 89' | Asistencia: 65.000 espectadores Árbitro(s): Carlos Chandía | Asistencia: 65.000 espectadores Árbitro(s): Carlos Chandía |
| Colo-Colo gana 6–2 en el global y es bicampeón del fútbol chileno. |                              |           |                                          |                                                            |                                                            |

| 22         | ARQ        | Nicolás Peric       |     |
| 15         | DEF        | Boris Rieloff       |     |
| 3          | DEF        | Jorge Carrasco      |     |
| 5          | DEF        | Juan González       |     |
| 4          | DEF        | Roberto Cereceda    |     |
| 13         | MED        | Enzo Cabrera        | 75' |
| 6          | MED        | Carlos Garrido      |     |
| 7          | MED        | Miguel Ángel Romero |     |
| 10         | MED        | Carlos Villanueva   |     |
| 26         | DEL        | Franco Di Santo     |     |
| 27         | DEL        | Arístides Masi      | 70' |
| Entrenador | Entrenador | Raúl Toro           |     |

| 1          | ARQ        | Sebastián Cejas  |     |
| 18         | DEF        | Andrés González  |     |
| 5          | DEF        | Miguel Riffo     |     |
| 4          | DEF        | David Henríquez  |     |
| 11         | MED        | Gonzalo Fierro   |     |
| 28         | MED        | Rodrigo Meléndez |     |
| 17         | MED        | Arturo Sanhueza  |     |
| 8          | MED        | José Luis Jerez  | 53' |
| 14         | MED        | Matías Fernández | 85' |
| 26         | DEL        | Humberto Suazo   |     |
| 7          | DEL        | Alexis Sánchez   | 75' |
| Entrenador | Entrenador | Claudio Borghi   |     |

| 1  | ARQ | Luis Marín         |     |
| 19 | MED | César Santis       |     |
| 29 | MED | Gustavo Paruolo    | 75' |
| 14 | DEL | Fabián Orellana    |     |
| 16 | DEL | Matías Campos Toro | 70' |

| 25 | ARQ | Álex Varas    |     |
| 3  | DEF | Lucho Mena    | 53' |
| 24 | DEF | Miguel Aceval | 85' |
| 10 | MED | Miguel Caneo  | 75' |
| 9  | DEL | Mario Cáceres |     |

| Anotado | 48' | Carlos Villanueva | 1–0 |
| Anotado | 90' | Gustavo Paruolo   | 2–3 |

| Anotado | 77' | Humberto Suazo | 1–1 |
| Anotado | 80' | Humberto Suazo | 1–2 |
| Anotado | 89' | Lucho Mena     | 1–3 |

| Amonestado | 38' | Juan González       |  |
| Amonestado | 44' | Boris Rieloff       |  |
| Amonestado | 45' | Miguel Ángel Romero |  |
| Amonestado | 79' | Nicolás Peric       |  |

| Amonestado | 25' | Arturo Sanhueza  |  |
| Amonestado | 68' | Rodrigo Meléndez |  |
| Amonestado | 68' | Andrés González  |  |

| Otorgado · Expulsado | 78' | Arturo Sanhueza |

| Árbitro             | Carlos Chandía   |
| Árbitros asistentes | Rodrigo González |
| Árbitros asistentes | Mario Vargas     |

| 22         | ARQ        | Nicolás Peric       |     |
| 15         | DEF        | Boris Rieloff       |     |
| 3          | DEF        | Jorge Carrasco      |     |
| 5          | DEF        | Juan González       |     |
| 4          | DEF        | Roberto Cereceda    |     |
| 13         | MED        | Enzo Cabrera        | 75' |
| 6          | MED        | Carlos Garrido      |     |
| 7          | MED        | Miguel Ángel Romero |     |
| 10         | MED        | Carlos Villanueva   |     |
| 26         | DEL        | Franco Di Santo     |     |
| 27         | DEL        | Arístides Masi      | 70' |
| Entrenador | Entrenador | Raúl Toro           |     |

| 1          | ARQ        | Sebastián Cejas  |     |
| 18         | DEF        | Andrés González  |     |
| 5          | DEF        | Miguel Riffo     |     |
| 4          | DEF        | David Henríquez  |     |
| 11         | MED        | Gonzalo Fierro   |     |
| 28         | MED        | Rodrigo Meléndez |     |
| 17         | MED        | Arturo Sanhueza  |     |
| 8          | MED        | José Luis Jerez  | 53' |
| 14         | MED        | Matías Fernández | 85' |
| 26         | DEL        | Humberto Suazo   |     |
| 7          | DEL        | Alexis Sánchez   | 75' |
| Entrenador | Entrenador | Claudio Borghi   |     |

| 1  | ARQ | Luis Marín         |     |
| 19 | MED | César Santis       |     |
| 29 | MED | Gustavo Paruolo    | 75' |
| 14 | DEL | Fabián Orellana    |     |
| 16 | DEL | Matías Campos Toro | 70' |

| 25 | ARQ | Álex Varas    |     |
| 3  | DEF | Lucho Mena    | 53' |
| 24 | DEF | Miguel Aceval | 85' |
| 10 | MED | Miguel Caneo  | 75' |
| 9  | DEL | Mario Cáceres |     |

| Anotado | 48' | Carlos Villanueva | 1–0 |
| Anotado | 90' | Gustavo Paruolo   | 2–3 |

| Anotado | 77' | Humberto Suazo | 1–1 |
| Anotado | 80' | Humberto Suazo | 1–2 |
| Anotado | 89' | Lucho Mena     | 1–3 |

| Amonestado | 38' | Juan González       |  |
| Amonestado | 44' | Boris Rieloff       |  |
| Amonestado | 45' | Miguel Ángel Romero |  |
| Amonestado | 79' | Nicolás Peric       |  |

| Amonestado | 25' | Arturo Sanhueza  |  |
| Amonestado | 68' | Rodrigo Meléndez |  |
| Amonestado | 68' | Andrés González  |  |

| Otorgado · Expulsado | 78' | Arturo Sanhueza |

| Árbitro             | Carlos Chandía   |
| Árbitros asistentes | Rodrigo González |
| Árbitros asistentes | Mario Vargas     |

| Estadísticas        | Audax Italiano | Colo Colo |
| ------------------- | -------------- | --------- |
| Tiros               | 12             | 13        |
| Tiros al arco       | 3              | 9         |
| Paradas del portero | 5              | 3         |
| Faltas              | 15             | 14        |
| Tiros de esquina    | 3              | 10        |
| Fueras de juego     | 1              | 0         |
| Tarjetas amarillas  | 4              | 4         |
| Tarjetas rojas      | 0              | 1         |
| Pases correctos     | 66,41%         | 70,80%    |
| Posesión del balón  | 43,84%         | 56,15%    |

## Campeón
|                                 |
| Bicampeón Colo-Colo 25.º título |
|                                 |

## Datos
- Al adjudicarse su 25.º torneo nacional, los "albos" lograron su primer Bicampeonato desde el doblete Clausura 1997-Torneo Nacional 1998.
- Fue la segunda vez que Colo-Colo salió campeón en "Era Playoffs" definiendo todas sus llaves de visita, la primera fue en el Clausura 2002.
- Fue la 13.º definición de un título de Primera División en el Estadio Nacional y la tercera consecutiva.
- La derrota en la final significo el octavo subcampeonato de Audax Italiano en su historia, pero igual sacaron cuentas alegres, ya que al alcanzar la final clasificaron por primera vez en su historia a la Copa Libertadores de América como Chile 2, siendo su segunda participación en un torneo internacional, la anterior fue la Copa Conmebol 1998.